# Larry Brown (músic)
Larry Brown, nascut en 1947, és un músic, compositor i enginyer d'àudio estatunidenc.

## Carrera
Va començar tocant la bateria a la dècada de 1960, sobre tot en bandes de música surf. Cap a finals d'aquella dècada, va començar a compondre bandes sonores, algunes per pel·lícules ben conegudes com Els àngels de l'infern o Maryjane. Treballava en col·laboració amb Davie Allan & The Arrows, Mike Curb i The Other Half. En aquesta època també començà a produir discs d'altres artistes.
Durant la dècada de 1970 va continuar creant bandes sonores, algunes en col·laboració amb Jerry Styner, tocant la bateria com músic de sessió i produint. Va treballar amb, entre d'altres, José Feliciano, Helen Reddy, Tompall Glaser, Glenn Yarbrough, Andy Williams, Donovan, Paul Williams, Stephen Bishop, Kenny Rogers i Michel Legrand. Com enginyer i productor va col·laborar amb Quicksilver Messenger Service, Sam Moore, Rod Mckuen, Paul Anka, Harry Nilsson, Solomon Burke, Eddie Money, Al Jarreau i Ted Nugent.
Durant la dècada de 1980, Brown col·laborà amb Dennis C. Brown i Chuck Lorre, creant nombroses bandes sonores per televisió, per exemple per la sèrie de dibuixos animats Les tortugues ninja. En 1988 va guanyar un Premi Emmy a la millor mescla de so, per un especial de TV anomenat Kenny, Dolly and Willie.
A partir de 1990, Brown va passar a dedicar-se gairebé en exclusiva a la composició de bandes sonores, tant per televisió com per al cinema.

## Discografia
- Mike Curb and Larry Brown – Mary Jane Original Soundtrack from the American International Picture "Mary Jane" - Sidewalk DT-5911 - (1968).[7]
- Jerry Styner and Larry Brown – Orbit III - Beverley Hills BHS 38 - (1971).[7]